# ۱۳۵۰ (میلادی)
۱۳۵۰ (میلادی) هزارو سیصد و پنجاهمین سال تقویم میلادی است.

## زادگان
- مانوئل دوم، امپراتور بیزانس (م. ۱۴۲۵)

## درگذشتگان
‎